# PLEKHG5
PLEKHG5‏ (Pleckstrin homology and RhoGEF domain containing G5) هوَ بروتين يُشَفر بواسطة جين PLEKHG5 في الإنسان.